# 印度电子信息技术部
电子和信息技术部（Ministry of Electronics and Information Technology，MeitY；印地语：इलेक्सॉनिकीसूचना प्रौद्योगिकीमंत्रालय）是印度政府的一个部門，該部門负责印度的信息技术政策、战略和規劃电子工业的发展。

## 历史
該部門前身是1947年成立的通信和信息技术部。2016年7月19日，通信和信息技术部被拆解，电子和信息技术部正式成立。